# テンプスタッフ登録女性派遣労働者容姿ランク付名簿流出事件
テンプスタッフ登録女性派遣労働者容姿ランク付名簿流出事件（テンプスタッフとうろくじょせいはけんろうどうしゃようしランクつきめいぼりゅうしゅつじけん）とは、大手人材派遣会社テンプスタッフ（現・パーソルテンプスタッフ株式会社）から女性労働者9万人の個人情報が「容姿ランク付きリスト」として流出した個人情報流出事件である。

## 概要
1998年、テンプスタッフ（以下テンプ社とする）に登録している女性9万人分の個人情報がシステム開発を担当した外注業者により流出し、「全国津々浦々9万人の女性について、美人度ランキング付きのデーター売ります」と刺激的なキャッチフレーズを付されてインターネットで販売された。流出した個人情報は、派遣労働者の氏名、住所、電話番号、生年月日、容姿のABC三段階評価が含まれていた。派遣労働者への対応などを記したテンプ社の「コーディネーターマニュアル」には、A「華があり、すれ違った時、『あ、美人だな』と思うような人（受付向き）」、B「普通」、C「ちょっと」、と容姿基準が示されていた。
この事件は、プライバシー侵害に加えて、技能や経験を生かして働く派遣労働の趣旨を反故にして、年齢や容姿で女性派遣労働者を選別している実態と、テンプ社の従業員の個人情報は一切流出しておらず、派遣労働者の個人情報のみが外部業者に丸投げされてずさんに扱われていた実態を、明らかにした。登録抹消を依頼していたが、削除印を付すのみで消去せずに残存した個人データが流出した事例もあった。
テンプ社は容姿ランクについて、「確かに個人別にA、B、Cのマークを付けていたが、それは職能や接遇・マナーなどを評価した分類だった。容姿で派遣の優先度を決めていたら事業は成り立たない。そもそも9万人ものスタッフを誰がどうやって判定するのか。ばかげた話だ。」と主張した。

## 事件経過
- 1998年1月1日 - 24日に、容姿ランク付きリストとして神奈川県の個人がインターネット上に開設した会員制ウェブサイトで販売される。テンプ社のシステム関係を担当した外注業者社員が、テンプ社から持ち出した顧客リストを、データベース作成のテストデータとして、自分のノートパソコンの記憶装置へ複写して持ち出し、サイトの入会金10000円と引き換えで販売した。テンプ社はサイトの閉鎖をさせ、リストを購入した数十人に返金の申し出と名簿の回収を求める電子メールを送った[4]。
- 同年1月28日に、労働省の記者クラブで篠原欣子社長が記者会見し、「すみません、すみません、すみません」と泣きながらひたすら頭を下げた。テンプ社のサイトに謝罪と経過説明を掲載し、リストに載った9万人の登録者全員へ謝罪文を郵送した。
- 同年3月24日に、リストを販売するサイトが新たに発見されて対応し、以後の3次流出はないと主張している[5]。
- 同年6月に、被害にあった派遣労働者のうち6人が、計600万円の損害賠償を求めて東京地方裁判所に提訴し、2000年に和解する[1]。